# Scott Gregory Brown
Scott Gregory Brown (1966) è un biblista e teologo australiano, studioso delle origini del Cristianesimo.

## Biografia
Scott Gregory Brown si laureò presso il Dipartimento di Studi Religiosi dell'Università di Toronto.
Completò il dottorato con una tesi sul Vangelo segreto di Marco, che ritenne essere autentico. Egli rifiutò il titolo di "Vangelo segreto di Marco", ideato dal suo scopritore Gordon Smith, affermando che era una cattiva traduzione del greco mystikon euangelion (vangelo mistico), nozione che non implicava una stretta segretezza e che era una descrizione piuttosto che un titolo vero e proprio. Esortò quindi gli studiosi ad adottare l'altra e meno frequente denominazione ideata da Smith, quella di the longer Gospel of Mark, abbreviata come LGM.
Ha pubblicato articoli nelle seguenti riviste:  Journal of Biblical Literature, Catholic Biblical Quarterly, Revue Biblique  e Biblical Archaeology Review.